# ارگاسم دردناک
اوج‌کامش دردناک یا ارگاسم دردناک (انگلیسی: Odynorgasmia) سندرم فیزیکی با علامت احساس درد یا سوزش در میزراه یا میاندوراه در حین انزال یا پس از آن است. علل عبارتند از عفونت‌های مرتبط با اورتریت، پروستاتیت، اپیدیدیمیت، و همچنین استفاده از داروهای ضد افسردگی است.